# تئا اوبرت
تئا اوبرت (انگلیسی: Téa Obreht؛ زادهٔ ۳۰ سپتامبر ۱۹۸۵) یک رمان‌نویس، و پدیدآور اهل ایالات متحده آمریکا است. وی در سال ۲۰۱۱ با نگاشتن کتاب همسر ببر جایزه ادبیات داستانی زنان را از آن خود کرد. از نویسندگانی که به گفته خودش بر وی تأثیر گذاشته‌اند می‌توان به ایوو آندریچ برنده یوگسلاو جایزه نوبل ادبیات در سال ۱۹۶۱ میلادی، ریموند چندلر، ارنست همینگوی، میخاییل بولگاکف و رولد دال اشاره کرد.

وی هم‌اکنون ساکن ایتاکا، نیویورک است.